# Coupe de Bosnie-Herzégovine féminine de football
La coupe de Bosnie-Herzégovine féminine de football est une compétition de football féminin opposant tous les clubs de Bosnie-Herzégovine dans un tournoi à élimination directe.

## Palmarès
| Saison | Vainqueur                                                   | Finaliste                                                   | Score                                                       | Réf.   |
| ------ | ----------------------------------------------------------- | ----------------------------------------------------------- | ----------------------------------------------------------- | ------ |
| 2004   | SFK 2000 Sarajevo                                           | ŽNK Borac                                                   | 3-2                                                         | [ 1 ]  |
| 2005   | ŽNK Travnik                                                 | ŽNK Borac                                                   | 7-1                                                         | [ 2 ]  |
| 2006   | SFK 2000 Sarajevo                                           | ŽNK Borac                                                   | 2-0                                                         | [ 3 ]  |
| 2007   | SFK 2000 Sarajevo                                           | ŽNK Borac                                                   | 8-0                                                         | [ 4 ]  |
| 2008   | SFK 2000 Sarajevo                                           | Leotar Trebinje                                             | 2-0                                                         | [ 5 ]  |
| 2009   | SFK 2000 Sarajevo                                           | Zenica 2006                                                 | 6-0                                                         | [ 6 ]  |
| 2010   | SFK 2000 Sarajevo                                           | Mladost Nević Polja                                         | 11-0                                                        | [ 7 ]  |
| 2011   | SFK 2000 Sarajevo                                           |                                                             |                                                             | [ 8 ]  |
| 2012   | SFK 2000 Sarajevo                                           | ŽFK Banja Luka                                              | 6-0                                                         | [ 9 ]  |
| 2013   | SFK 2000 Sarajevo                                           | Mladost Nević Polja                                         | 3-0                                                         | [ 10 ] |
| 2014   | SFK 2000 Sarajevo                                           | ŽFK Banja Luka                                              | 4-2 (aller), 3-0 (retour)                                   | [ 11 ] |
| 2015   | SFK 2000 Sarajevo                                           | ŽN/FK Mostar                                                | 14-0 (aller), 12-0 (retour)                                 | [ 12 ] |
| 2016   | SFK 2000 Sarajevo                                           | Radnik Bumerang                                             | 6-0                                                         | [ 13 ] |
| 2017   | SFK 2000 Sarajevo                                           | Emina Mostar                                                | 3-1                                                         | [ 14 ] |
| 2018   | SFK 2000 Sarajevo                                           | Iskra Bugojno                                               | 3-0                                                         |        |
| 2019   | SFK 2000 Sarajevo                                           | Lokomotiva Brčko                                            | 4-0                                                         |        |
| 2020   | Compétition abandonnée en raison de la pandémie de Covid-19 | Compétition abandonnée en raison de la pandémie de Covid-19 | Compétition abandonnée en raison de la pandémie de Covid-19 | .      |
| 2021   | SFK 2000 Sarajevo                                           | ZNK Iskra                                                   | 3-0                                                         | [ 16 ] |
| 2022   | SFK 2000 Sarajevo                                           | ŽF/NK Emin                                                  | 4-1                                                         |        |
| 2023   | SFK 2000 Sarajevo                                           | ŽF/NK Emin                                                  | 1-0                                                         |        |
| 2024   | SFK 2000 Sarajevo                                           | Radnik Bumerang                                             | 5-1                                                         | [ 17 ] |